# 쿨맥스
쿨맥스(Coolmax)는 The Lycra Company가 개발한 일련의 폴리에스터 섬유 브랜드 이름이다.
쿨맥스는 "수분 흡수", "숨쉬기 가능"을 강조하며 광고를 한다. 폴리에스터로서 어느 정도 소수성(疏水性)을 보이기 때문에 액체를 거의 흡수하지 않으며 상대적으로 빠르게 건조한다.(면섬유 등 흡수성 섬유 대비) 단면은 둥글지 않으며 표면적은 추산 20%까지 증가시켜서 모세관 현상을 통한 수분 흡수 효과를 낸다.